# NGC 1730
NGC 1730 是天兔座的一個棒旋星系。它在哈伯序列中被歸類為SBa。据估计NGC 1730距离银河系1.72亿光年，直径约为12万光年，它與星系NGC 1710和IC 2104同處於天球的同一区域。该天体于1885年11月14日由美国天文学家法蘭斯·萊文沃思所发现。